# WikiLeaks
WikiLeaks é uma organização transnacional sem fins lucrativos, sediada na Suécia, que publica, em sua página, postagens de fontes anônimas, documentos, fotos e informações confidenciais, vazadas de governos ou empresas, sobre assuntos sensíveis. A página foi construída com base em vários pacotes de programas (software), incluindo MediaWiki, Freenet, Tor e PGP. A WikiLeaks abandonou o formato wiki em maio de 2010 a favor de um processo de seleção de documentos coordenado por revisores anónimos. Documentos que não cumprem os critérios editoriais são rejeitados.
A página, administrada por The Sunshine Press, foi lançada em dezembro de 2006 e, em meados de novembro de 2007, já continha 1,2 milhão de documentos. Seu principal editor e porta-voz é o australiano Julian Assange, jornalista e ciberativista.
Ao longo de 2010, WikiLeaks publicou grandes quantidades de documentos confidenciais do governo dos Estados Unidos, com forte repercussão mundial. Em abril, divulgou um vídeo de 2007, que mostra o ataque de um helicóptero Apache estado-unidense, matando pelo menos 12 pessoas - dentre as quais dois jornalistas da agência de notícias Reuters - em Bagdá, no contexto da ocupação do Iraque. O vídeo do ataque aéreo em Bagdá (Collateral Murder) é uma das mais notáveis publicações da página. Outro documento polêmico mostrado pela página (site) é a cópia de um manual de instruções para tratamento de prisioneiros na prisão militar estado-unidense de Guantánamo, em Cuba. Em julho do mesmo ano, WikiLeaks promoveu a divulgação de uma grande quantidade de documentos secretos do exército dos Estados Unidos, reportando a morte de milhares de civis na guerra do Afeganistão em decorrência da ação de militares norte-americanos. Finalmente, em novembro, publicou uma série de telegramas secretos enviados pelas embaixadas dos Estados Unidos ao governo do país.
Como aliados, atraiu os meios tradicionais El País, Le Monde, Der Spiegel, The Guardian e The New York Times, com o intuito de divulgar conteúdo secreto da diplomacia americana. Recebeu manifestações de apoio de chefes de Estado como Luiz Inácio Lula da Silva e Vladimir Putin, que defenderam sua liberdade. Em 2 de fevereiro de 2011, o WikiLeaks foi indicado ao Prêmio Nobel da Paz, pelo parlamentar norueguês Snorre Valen. O autor da proposta disse que o WikiLeaks é "uma das contribuições mais importantes para a liberdade de expressão e transparência" no século XXI. "Ao divulgar informações sobre corrupção, violações dos direitos humanos e crimes de guerra, o WikiLeaks é um candidato natural ao Prêmio Nobel da Paz", acrescentou.
O WikiLeaks, contudo, também é alvo de duras críticas. Eles são acusados de manter laços com o governo russo e ter os serviços de inteligência da Rússia como sua principal fonte de informações. O site e seus organizadores são acusados de manipular o conteúdo que vazam, dando mais importância a informações a respeito do Ocidente e negligenciado dados danosos com relação ao Kremlin, levando especialistas em política externa a apontar uma postura primordialmente pró-russa e anti-ocidental no trabalho do WikiLeaks.

## Criação dosite
O domínio wikileaks.org foi registrado em 4 de outubro de 2006, mas o projeto WikiLeaks foi mantido em segredo até a publicação do primeiro documento, em dezembro do mesmo ano.
Em janeiro de 2007, Steven Aftergood, editor do Secrecy News, veio a público apresentar o site. Segundo o site da WikiLeaks, entre seus fundadores estão dissidentes chineses, jornalistas, matemáticos e tecnólogos de empresas start-up dos EUA, de Taiwan, da Europa, Austrália e África do Sul. Os organizadores afirmam que a WikiLeaks é uma entidade autorregulada.
Para a postagem, a WikiLeaks recomenda vivamente o uso do Tor, visando a preservar a privacidade dos seus usuários, e garante que a informação colocada pelos usuários não é rastreável.

### Pessoal e fundos
De acordo com uma entrevista de janeiro de 2010, a equipe da WikiLeaks é constituída por menos de dez pessoas que trabalham em tempo integral, mas especula-se que a WikiLeaks conte com algo entre mil e dois mil voluntários, que colaboram ocasionalmente - a maioria sem qualquer contrapartida financeira. Entre os intelectuais, ativistas, jornalistas e programadores listados pela WikiLeaks como membros de seu conselho, estão o australiano Phillip Adams (produtor do clássico documentário Corações e mentes), o brasileiro Chico Whitaker (proponente e articulador do Fórum Social Mundial), o chinês Wang Dan (um dos líderes dos protestos da Praça Tiananmen em 1989) e Ben Laurie (criador do Apache-SSL e um dos maiores especialistas mundiais em segurança de rede).
A organização não possui sede oficial. As despesas por ano são de cerca de 200 mil dólares, principalmente empregues em servidores, burocracia e pagamento de advogados, mas atingiria os 600 mil dólares se o trabalho doado pelos voluntários fosse remunerado. Para pagar suas despesas judiciais, a WikiLeaks conta com doações de centenas de milhares de dólares feitas por organizações de mídia, tais como a Associated Press, o Los Angeles Times e a National Newspaper Publishers Association. As suas únicas fontes de rendimentos são as doações, mas a WikiLeaks planeja criar um modelo de leilão, no qual será vendido o acesso precoce a documentos confidenciais. Segundo a fundação Wau Holland, a WikiLeaks não recebe dinheiro para cobrir custos de pessoal, mas sim para hardware, viagens e largura de banda. O site sofre sanções de várias organizações bancárias.

## Vazamentos

### Documentos secretos da invasão do Afeganistão

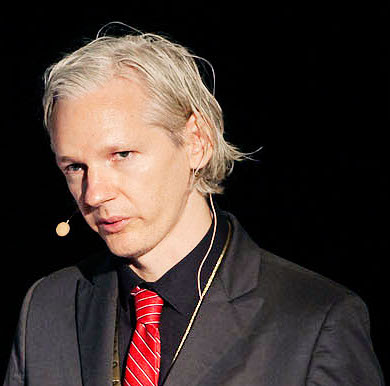
Julian Assange, fundador da WikiLeaks

As atividades da WikiLeaks tiveram enorme repercussão mundial após a divulgação de uma grande massa de documentos secretos do exército dos Estados Unidos, reportando a morte de milhares de civis na guerra do Afeganistão por militares norte-americanos. Julian Assange, o fundador da WikiLeaks, vazou (daí o nome leak: vazar, em inglês, isto é, tornar pública uma informação reservada) parte dos quase 92 mil documentos recebidos de um colaborador para The New York Times, The Guardian e Der Spiegel e depois publicou-os na Internet. Os relatórios abrangem o período de janeiro de 2004 a dezembro de 2009.
Assange defendeu a confiabilidade do material vazado sobre o conflito e disse que os documentos contêm evidências de que crimes de guerra foram cometidos por tropas de diversas nacionalidades, em especial pelas forças estadunidenses, durante a ocupação militar do Afeganistão.
O Pentágono suspeita que o responsável pela fuga das informações para a WikiLeaks tenha sido o soldado Bradley Manning, de 22 anos, que teria descarregado dezenas de milhares de documentos, utilizando-se de um sistema militar de correio eletrônico, denominado Secret Internet Protocol Router Network, ao qual apenas militares autorizados têm acesso. Inicialmente Manning ficou preso em uma base militar no Kuwait. Em 28 de julho, foi transferido para a base dos fuzileiros navais de Quantico, na Virginia, onde está mantido em confinamento solitário.
Em junho, Manning foi acusado de oito violações do Código Penal dos Estados Unidos. Ele também é suspeito de ter passado à WikiLeaks o vídeo do helicóptero que matou civis desarmados perto de Bagdá, divulgado anteriormente. Além de relatos de episódios de grande violência, envolvendo a morte de civis e possíveis crimes de guerra, os documentos indicam a existência de eventual colaboração entre o serviço secreto do Paquistão (país aliado dos EUA) e os talibãs, em ataques contra militares da coligação da OTAN no Afeganistão. Está em curso uma investigação para determinar se há outras pessoas envolvidas no caso.
Em entrevista ao The Washington Post, um especialista em computação, da área de Boston, reportou que, em meados de junho - depois que Manning foi acusado de passar para a WikiLeaks o vídeo do ataque de helicóptero contra os civis iraquianos e antes do vazamento dos arquivos sobre a guerra do Afeganistão - investigadores do governo dos EUA lhe ofereceram dinheiro para que ele se "infiltrasse" na WikiLeaks, mas ele não aceitou.

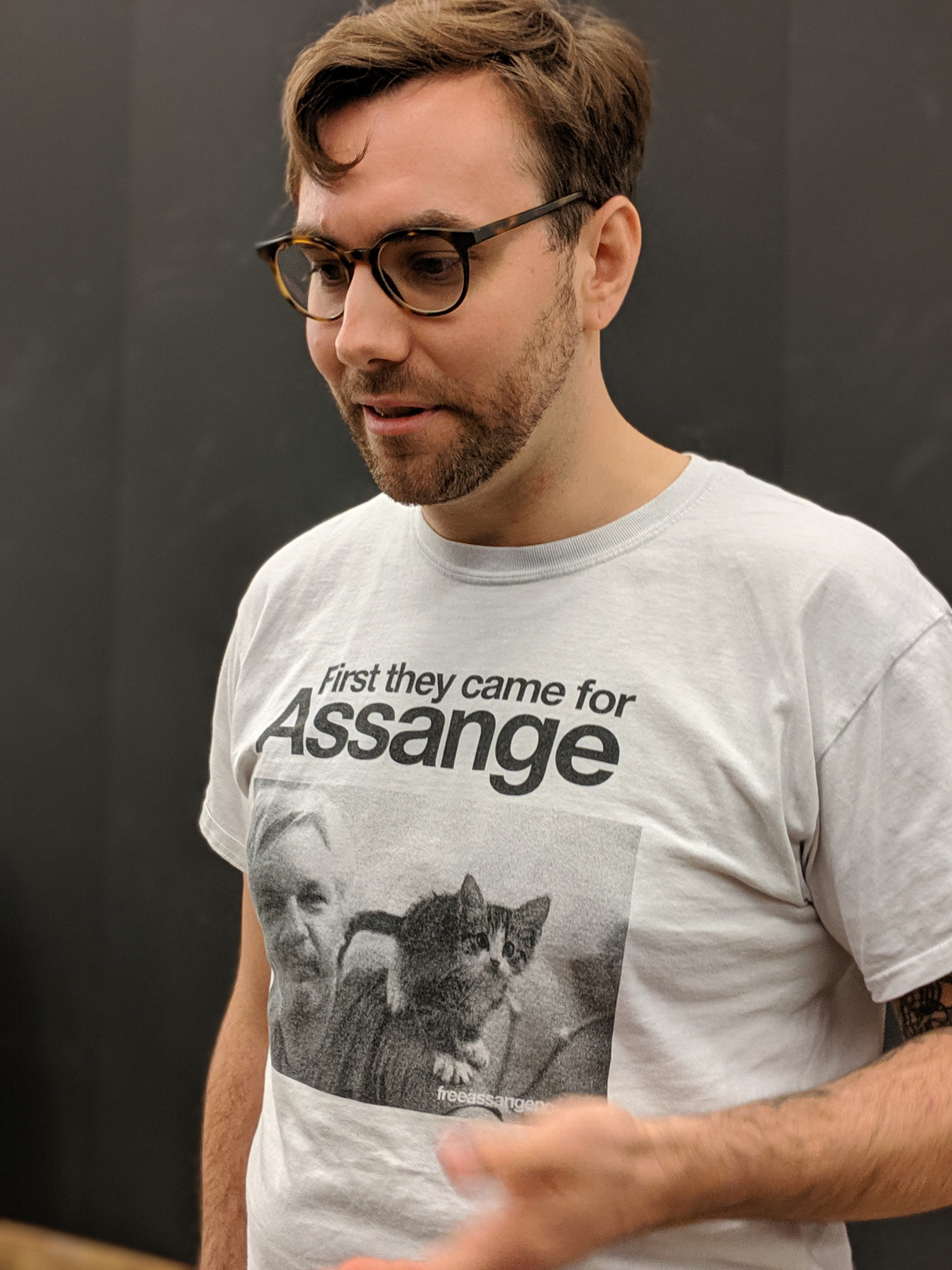
Appelbaum em 2019.

Para o governo dos Estados Unidos, o vazamento coloca em risco as vidas dos soldados estado-unidenses e do pessoal afegão, abala a confiança dos aliados e ameaça a segurança nacional. O diretor da WikiLeaks, porém, criticou a reação do governo norte-americano ao vazamento. Atacou especialmente o Secretário de Defesa, Robert Gates, acusando-o de estar por trás das mortes de milhares de crianças e adultos no Afeganistão e no Iraque. Segundo Assange, Gates poderia ter anunciado a abertura de investigações sobre as mortes denunciadas ou ter-se desculpado diante do povo afegão, mas não fez nada disso. "Decidiu tratar estes assuntos e os países afetados com desprezo", concluiu.
Alguns analistas compararam este episódio a outro grande caso de vazamento, conhecido como Pentagon Papers, ocorrido em 1971, quando o The New York Times iniciou a publicação seriada de um grande relatório do governo Lyndon Johnson sobre as ações políticas e militares dos EUA no Vietnã. Os documentos mostraram que o governo mentira acerca dos seus interesses e ações no conflito. Richard Nixon, então no poder, conseguiu sustar a publicação na Justiça, alegando que o vazamento colocava em risco a segurança nacional, mas depois a Suprema Corte do país julgou que “só uma imprensa livre pode efetivamente expor as fraudes de um governo”. Assim, o Times pôde prosseguir na publicação do relatório.
Sobre sua segurança pessoal, Assange revelou que algumas pessoas, como o famoso repórter investigativo Seymour Hersh, fizeram chegar a ele recomendações para que se cuide. Também um ex-diplomata e jornalista australiano, especializado em segurança nacional, alertou-o de que o governo dos Estados Unidos tentou articular-se com os serviços de inteligência australianos para intensificar a vigilância e eventualmente efetuar a detenção do pessoal da WikiLeaks. Segundo a mesma fonte, o governo australiano rejeitou a proposta.
Em 29 de julho, Jacob Appelbaum, especialista em segurança de computadores e um dos voluntários da WikiLeaks, foi detido no aeroporto de Newark e interrogado durante três horas, por agentes da inteligência do exército americano e funcionários do controle de imigração (ICE), a respeito de suas relações com a WikiLeaks e com Julian Assange e sobre suas opiniões sobre as guerras no Iraque e no Afeganistão. Appelbaum, de 27 anos, que trabalha para a Tor Project, como desenvolvedor de softwares, retornava de uma viagem ao exterior. Seu laptop e seus três telefones celulares foram apreendidos.
O computador (laptop) foi devolvido, depois de ter o seu conteúdo presumivelmente copiado. Appelbaum contou à imprensa que os agentes do ICE não permitiram que ele fosse assistido por um advogado durante o interrogatório. Segundo Appelbaum, os agentes o ameaçaram com a possibilidade de detê-lo para um novo interrogatório a cada vez que voltasse aos Estados Unidos. "Questionaram minha capacidade de voltar a entrar nos Estados Unidos, apesar de eu ser um cidadão americano. É muito perturbador pensar que, a cada vez que eu cruzar a fronteira, serei tratado dessa maneira", declarou ele, informando que viaja para o exterior a negócios duas vezes por mês.

### Eleições dos EUA em 2016
Um ano antes das eleições, o site publicou dados sobre negociações secretas do acordo comercial com a APEC, NAFTA e União Europeia, além de, no ano das eleições, ter publicado e-mails da candidata à presidência Hillary Clinton sobre o acordão do Partido Democrata no impedimento da candidatura de Bernie Sanders, fatos esses decisivos nestas eleições.

### Documentos secretos acerca da guerra do Iraque
Iraq War Logs (Registros da Guerra do Iraque) é uma coleção de 391 832 relatórios do Exército dos Estados Unidos sobre a Guerra do Iraque, abrangendo o período de 1 de janeiro de 2004 a 31 de dezembro de 2009, publicada no portal WikiLeaks a 22 de outubro de 2010, em coordenação com vários meios de comunicação (The Guardian, The New York Times, Le Monde, Der Spiegel, Al Jazeera e o Bureau of Investigative Journalism), que dispunham previamente da documentação militar estadunidense e britânica.
Segundo os relatórios, houve 109 032 mortes na guerra do Iraque, incluindo 66 081 (mais de 60%) civis, 23 984 inimigos (os chamados "insurgentes"), 15 196 membros das forças do governo iraquiano e 3 771 membros das forças da coalizão. Trata-se do maior vazamento na história militar dos Estados Unidos, superando o vazamento de documentos sobre a guerra do Afeganistão, publicados em julho de 2010. A invasão do Iraque ocorreu entre 20 de março e 1 de maio de 2003. A guerra terminou em 18 de agosto de 2010, com a retirada das últimas tropas de combate dos EUA - embora 50 mil militares permaneçam no Iraque como "conselheiros", até o fim de 2011, para treinar as forças governamentais iraquianas e "proteger os interesses dos Estados Unidos".

### Os telegramas diplomáticos
Em 28 de novembro de 2010, publicou uma série de telegramas secretos de embaixadas e do governo estadunidense. Dois dias depois, em 30 de novembro, a pedido da justiça da Suécia, a Interpol distribuiu em 188 países uma notificação vermelha, ou seja, um chamado àqueles que souberem do paradeiro de Julian Assange para que entrem em contato com a polícia - o que equivale aproximadamente a uma ordem internacional de prisão. Isso porque, em agosto, duas mulheres suecas denunciaram Assange por violência sexual.
Em 1 de dezembro de 2010, a WikiLeaks anunciou que a Amazon o expulsara dos seus servidores, onde estava hospedado desde que começaram os ataques contra seu hospedeiro sueco, Bahnhof, em 28 de novembro, o que tornou o acesso instável. Quando, no dia 1º, os servidores da Amazon pararam de responder aos pedidos de acesso, a WikiLeaks ficou indisponível durante várias horas. O senador estado-unidense Joe Lieberman, que também é chefe do Comitê de Segurança Interna do Senado dos EUA, informou que a decisão da Amazon atendia a pedidos de membros do congresso americano. Segundo o senador, "a decisão da companhia Amazon de cortar a WikiLeaks agora é a decisão correta e deveria estabelecer o padrão para as demais", referindo-se aos demais servidores onde a WikiLeaks tem documentos armazenados.
No dia 3 de dezembro de 2010, após o EveryDNS retirar do ar o principal domínio da organização, o WikiLeaks pediu através do Twitter que ajudassem a equipe, criando mirrors (espelhos) do site. O novo site foi hospedado na Suíça, e aproximadamente 507 espelhos (mirrors) em todo o mundo foram criados. No mesmo dia, o site ficou disponível oficialmente em outros domínios.
Discussões sobre uma suposta censura do WikiLeaks por parte do Twitter começaram a surgir por volta de 5 de dezembro de 2010, motivadas pela inexistência de Trend Topics relacionados ao WikiLeaks recentemente, quando era claro que era um assunto muito comentado na semana. Twitter respondeu, afirmando que não há qualquer ação de censura ou apologia ao WikiLeaks por parte deles, explicando ainda como funciona o algoritmo usado para determinar se um assunto é uma tendência. Dias depois, o Twitter divulgou seu balanço anual, no qual o "Wikileaks Cablegate" aparece como a sétima notícia mais comentada no ano.
Os ataques de hackers aos sites da MasterCard e Visa tiveram início na quarta-feira de 8 de dezembro de 2010 quando crackers do Grupo Anonymous danificaram a rede de computadores das empresas de cartões de crédito MasterCard e Visa, em retaliação ao bloqueio de doações para o site WikiLeaks.
WikiLeaks recebeu vários prêmios para novas mídias, incluindo o New Media Award 2008 da revista The Economist. Em junho de 2009, a WikiLeaks e Julian Assange ganharam o Media Award 2009 (categoria New Media) da Anistia Internacional pela publicação de Kenya: The Cry of Blood - Extra Judicial Killings and Disappearances, em 2008, tratando-se de um relatório da Comissão Nacional Queniana de Direitos Humanos sobre a política de extermínio no Quênia. Em maio de 2010, a WikiLeaks foi referida como o número 1 entre os "websites que poderiam mudar completamente o formato atual das notícias".
Em abril de 2010, a WikiLeaks postou, no website Collateral Murder, um vídeo feito em 12 de julho de 2007, que mostrava civis iraquianos sendo mortos durante um ataque aéreo das forças militares dos Estados Unidos. Em julho do mesmo ano, a organização ganhou maior visibilidade mundial, ao divulgar o Afghan War Diary, uma compilação de mais de 76,9 mil documentos secretos do governo americano sobre a Guerra do Afeganistão.
No mês de outubro 2010, em articulação com grandes organizações da mídia, a WikiLeaks publicou um pacote com quase 400 mil documentos secretos, denominado Iraq War Logs, reportando torturas de prisioneiros e ataques a civis pelos norte-americanos e seus aliados, na Guerra do Iraque. Segundo os vazamentos, o governo brasileiro prendeu árabes em segredo, fortaleceu relações diplomáticas com o Chile de Michelle Bachelet e a França de Nicolas Sarkozy. Além disso, os americanos ficaram preocupados com o risco de apagão durante a copa de 2014. Também houve revelações sobre o tratado da parceria transpacífico.
Em 2016, de acordo com telegramas diplomáticos sobre documentos oficiais do governo americano, o presidente interino, Temer, tem sido um informante da embaixada EUA no Brasil e é descrito como um trunfo para os interesses das empresas americanas em vários documentos diplomáticos desclassificados.

### 2017
Em fevereiro de 2017, a WikiLeaks publicou um relatório sobre ordens de espionagem dadas pela CIA a respeito das eleições francesas de 2012. As ordens estavam relacionadas aos fundos dos políticos e suas relações com os EUA. A Associated Press repara que trata-se de procedimento comum de inteligência.

## Críticas
WikiLeaks atraiu condenações por sua ausência de denúncias ou críticas à Rússia e uma nítida postura anti-Ocidente. A organização também foi criticada por fazer uma curadoria inadequada de seu conteúdo e violar a privacidade pessoal de indivíduos. WikiLeaks, por exemplo, revelou dados de seguro social, informações médicas, números de cartão de crédito e dados pessoais de políticos e pessoas comuns. O WikiLeaks também se tornou uma avenida para os serviços de inteligência russos para divulgar material hackeado de governos ocidentais, ao mesmo passo que a organização se recusava a divulgar qualquer conteúdo que trouxesse danos ou uma imagem ruim para Moscou.